# ريتشارد ديفيس (عالم فيزياء فلكية)
ريتشارد ديفيس (بالإنجليزية: Richard Davis)‏ هو بروفيسور بريطاني، ولد في 28 يونيو 1949 في March, Cambridgeshire ‏ في المملكة المتحدة، وتوفي في 2 مايو 2016 في مستشفى رويال هالامشاير في المملكة المتحدة.